# حسن ایوب
حسن ایوب (عربی: حسن أيوب؛ زادهٔ ۴ آوریل ۱۹۶۷) بازیکن فوتبال اهل لبنان بود.
وی همچنین در تیم‌های ملی فوتبال زیر ۲۳ سال لبنان و لبنان بازی کرده‌است.